# Rue Peyrolières
La rue Peyrolières (en occitan : carrièra dels Pairoliers) est une voie de Toulouse, chef-lieu de la région Occitanie, dans le Midi de la France.

## Situation et accès

### Description
La rue Peyrolières est une voie publique. Elle se situe au cœur du quartier du Capitole.
Longue de 294 mètres, sa largeur est très variable, car si les parties les plus anciennes de la rue, dont le parcours est hérité du Moyen Âge, ne dépasse pas 5 mètres, elle s'élargit à 10 mètres dans les parties de la rue qui ont bénéficié de travaux d'élargissement aux XVIIIe siècle et surtout au XIXe siècle.
La rue naît de la place du Pont-Neuf, au croisement de cette place, de la rue de Metz et de la rue Lanternières. Elle prolonge la rue des Couteliers, qui par les rues de la Dalbade et de la Fonderie se poursuit au sud jusqu'à la place du Parlement. La rue Peyrolières suit d'abord un parcours rectiligne orienté vers le nord, reçoit la rue du Tabac et donne naissance à la rue de l'Écharpe, puis à la rue Clémence-Isaure en s'élargissant et en formant une petite place. La rue oblique légèrement vers la droite et rejoint les rues de la Daurade, François-Boyer-Fonfrède et Jacques-Cujas. Elle oblique encore légèrement et après avoir donné naissance à la rue du Prieuré, elle se termine au carrefour des rues Jean-Suau et Malbec, qu'elle reçoit à gauche, et de la rue Léon-Gambetta, qui la prolonge au nord jusqu'à la place du Capitole.
La chaussée compte une voie de circulation automobile à sens unique, depuis la rue Léon-Gambetta vers la place du Pont-Neuf. Elle appartient à une zone de rencontre et la vitesse y est limitée à 20 km/h. Il n'existe pas de piste, ni de bande cyclable, quoiqu'elle soit à double-sens cyclable.

### Voies rencontrées
La rue Peyrolières rencontre les voies suivantes, dans l'ordre des numéros croissants (« g » indique que la rue se situe à gauche, « d » à droite) :
1. Place du Pont-Neuf
2. Rue de Metz (d)
3. Rue Lanternières (g)
4. Rue du Tabac (g)
5. Rue de l'Écharpe (d)
6. Rue Clémence-Isaure (d)
7. Rue de la Daurade (d)
8. Rue Jacques-Cujas (d)
9. Rue François-Boyer-Fonfrède (g)
10. Rue du Prieuré (d)
11. Rue Jean-Suau (g)
12. Rue Malbec (g)
13. Rue Léon-Gambetta

### Transports
La rue Peyrolières n'est pas directement desservie par les transports en commun Tisséo. Elle reste cependant proche de la rue Léon-Gambetta, ainsi que de la place et du quai de la Daurade, parcourus par la navette Ville. Au carrefour de la rue de Metz et de la place du Pont-Neuf se trouvent également les arrêts de la ligne de bus 44. Les stations de métro les plus proches restent, au nord, la station Capitole et, au sud, la station Esquirol, toutes deux sur la ligne de métro . 
Les stations de vélos en libre-service VélôToulouse les plus proches sont les stations no 4 (15 rue Sainte-Ursule), no 11 (2 place de la Daurade), no 27 (122 quai de Tounis), no 49 (52 rue des Couteliers) et no 288 (28 rue des Marchands).

## Odonymie

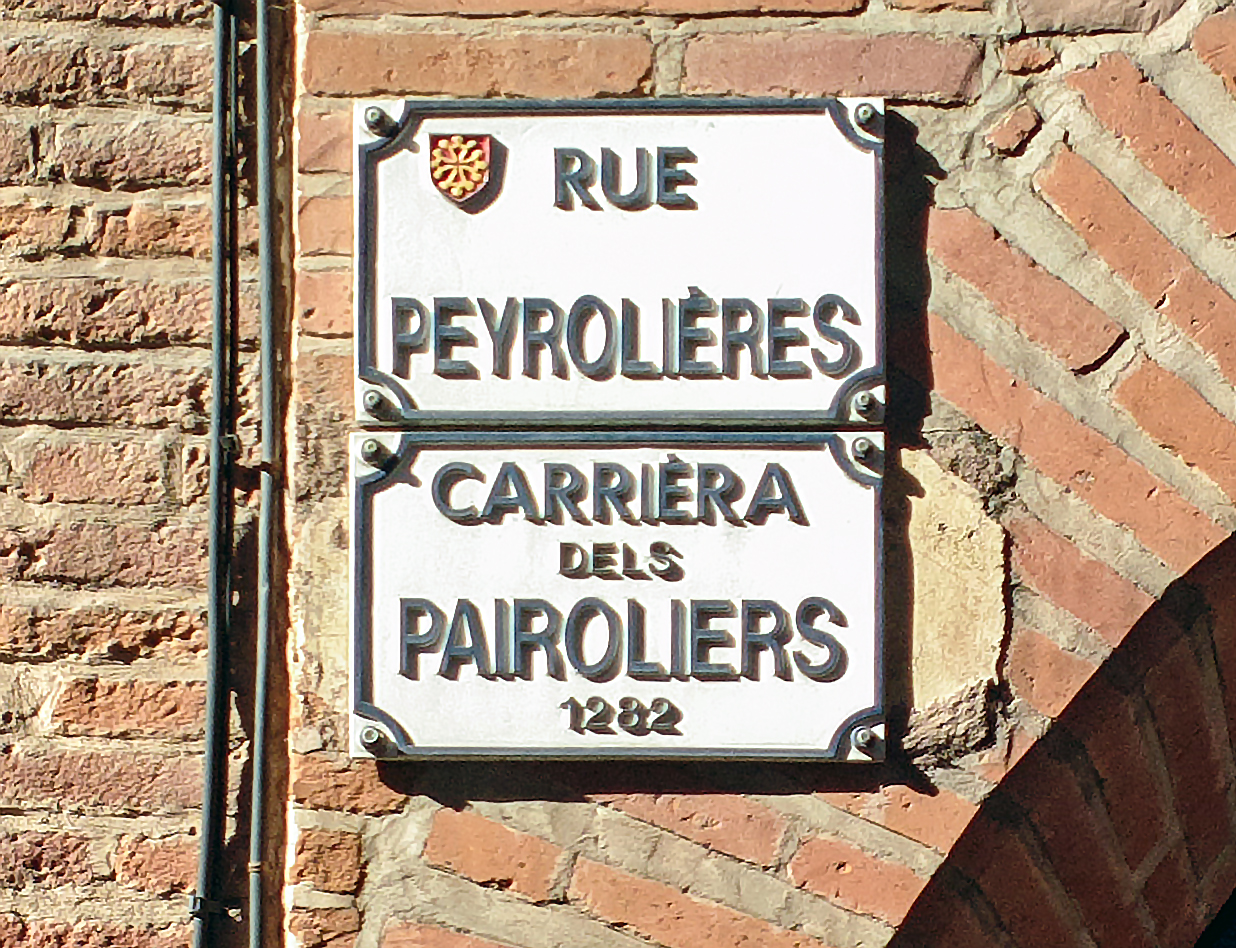
Plaques de rue en français et en occitan.

La rue Peyrolières tient son nom des artisans « peyroliers » (pairolièrs en occitan), fabricants de chaudrons (pairòls en occitan). Ces chaudronniers se trouvaient encore dans la rue dans la première moitié du XXe siècle.
Au Moyen Âge, la rue portait déjà le nom actuel, quoique certaines parties de la rue aient porté d'autres noms, en concurrence avec le premier. Entre la rue de la Trilhe (actuelle rue de Metz) et la rue Gipponières (actuelle rue Clémence-Isaure), ce fut la rue du Pont-Vieux, car elle était dans le prolongement de la descente du Pont-Vieux (actuelle descente de la Halle-aux-Poissons). À la fin du XIVe siècle et au XVe siècle, on l'appela aussi rue du Puits-de-la-Roue, car un puits de ce nom se trouvait au croisement de la rue Gipponières (actuelles rues du Tabac et de l'Écharpe). Au début du XVIIe siècle, parce qu'elle était habitée par des fabricants d'arbalètes (balestas ou balestras en occitan) et d'armes de jet, apparut aussi le nom de rue Balestrières (balestièrs ou balestrièrs, « arbalétriers » en occitan). De la rue de la Trilhe à l'actuelle rue Jacques-Cujas, entre le XVe siècle et le XVIIIe siècle, ce fut aussi la grande-rue de la Daurade, puisqu'elle longeait le côté est du prieuré bénédictin de la Daurade. En 1794, pendant la Révolution française, cette partie de la rue fut rebaptisée rue Patriotique, mais elle ne conserva pas ce nom.
La deuxième partie de la rue, entre la rue Jacques-Cujas et la rue Argentières (actuelle rue Léon-Gambetta) fut, dès le XIIIe siècle, appelée rue du Bourguet-Neuf. L'origine de ce nom est peu claire et semble liée au développement, au XIe siècle ou au siècle suivant, d'un bourguet (borget en occitan), c'est-à-dire un quartier neuf, peut-être même une sauveté urbaine sous l'autorité du prieuré de la Daurade. En 1794, cette partie de la rue fut rebaptisée rue Révolutionnaire.

## Histoire

### Moyen Âge
Au Moyen Âge, toutes les maisons du côté ouest de la rue Peyrolières dépendent du capitoulat de la Daurade, tandis que les maisons du côté est, de son origine jusqu'à la rue des Drapiers (actuelle rue Jacques-Cujas), dépendent du capitoulat de Saint-Pierre-Saint-Martin, et de la rue des Drapiers à la rue des Argentiers (actuelle rue Léon-Gambetta), du capitoulat du Pont-Vieux.
La population est principalement composée d'artisans. On y trouve en grand nombre les chaudronniers ou pairoliers, qui ont donné leur nom à la rue. La rue conserve son caractère industrieux tout au long des siècles suivants, même si on constate une évolution des activités. On trouve également des artisans textiles, principalement des « gipponiers », fabricants de pourpoints. Les membres de l'élite sont peu nombreux, même si on remarque la présence d'importantes familles, telles que la famille d'Olmières ou des capitouls, comme Blaise Izarti, capitoul en 1420 et 1431 (actuel no 3).

### Période moderne
Le grand incendie du 7 mai 1463 ruine complètement la rue et certaines grandes familles toulousaines en profitent pour accroître leur emprise foncière. La famille d'Olmières acquiert au XVIe siècle un vaste espace entre les rues Giponnières (actuelle rue du Tabac), Lanternières et Peyrolières afin d'y bâtir un hôtel particulier (actuels no 3). La rue reste cependant très populaire et, malgré les interdictions capitulaires de construire en bois, la plupart des maisons reconstruites au cours du XVIe siècle utilisent encore le pan de bois. Au XVIIe siècle, les fabricants d'armes de jet, et particulièrement d'arbalètes, se font plus nombreux dans le haut de la rue, près de la place du Pont-Neuf. Au XVIIIe siècle, les arbalétriers disparaissent. On trouve d'autres artisans liés à la métallurgie, dont le métier reste proche des chaudronniers toujours aussi nombreux, comme les fabricants de pots d'étain et les marchands de fer.
Luc de Saget, prêtre et conseiller-clerc au Parlement de Toulouse, fonde par testament du 2 février 1718, une maison de charité qui a pour but principal de soigner à domicile les « pauvres malades ». Celle de la Daurade, connue comme Salus infirmorum, accueille quatre sœurs de la Charité. Par le même acte, il institue les « pauvres malades » de la paroisse de la Daurade comme héritiers de tous ses biens. Le règlement qu'il édicte sert de modèle à toutes les autres maisons de charité créées à Toulouse au XVIIIe siècle. Celui-ci fixe la composition du bureau, désigne les membres qui en feront partie, détermine leurs obligations et prévoit la tenue d'assemblées. Deux sœurs sont préposées à la cuisine et au service des malades, la troisième à l'« apothicairerie » et la quatrième à la lingerie. La maison de charité donne du bouillon aux pauvres et entretient une « apothicairerie » afin de leur distribuer à domicile les remèdes dont ils ont besoin. L'établissement entretient un médecin et un chirurgien, et procure du linge et du pain aux malades et de la viande aux convalescents. L'inscription Salus infirmorum, apposée sur le fronton de la maison de la Daurade rappelle qu'on souhaite appliquer ce règlement très précis concernant l'assistance médicale. Les sœurs de la Charité ont d'autres missions comme réparer et laver le linge aux « pauvres malades ».

### Époque contemporaine
Les travaux de la rue Transversale (actuelle rue de Metz) emportent plusieurs maisons de la rue (no 2 à 6). En 1914, c'est au tour du no 8, qui menace ruine, d'être abattu.
Dans les années 2000, la rue Peyrolières bénéficie des opérations de réhabilitation du centre-ville. En 2003, entre les mois de mars et d'octobre, la semi-piétonnisation de la rue s'accompagne de travaux d'embellissement des espaces publics. Dans le même temps, des opérations de police cherchent à rendre la rue plus sûre et à combattre la criminalité liée au trafic de drogue. La rue Peyrolières devient alors une rue attrayante avec ses salons de thé, bars, restaurants et boutiques .

## Patrimoine et lieux d'intérêt

### Hôtels particuliers

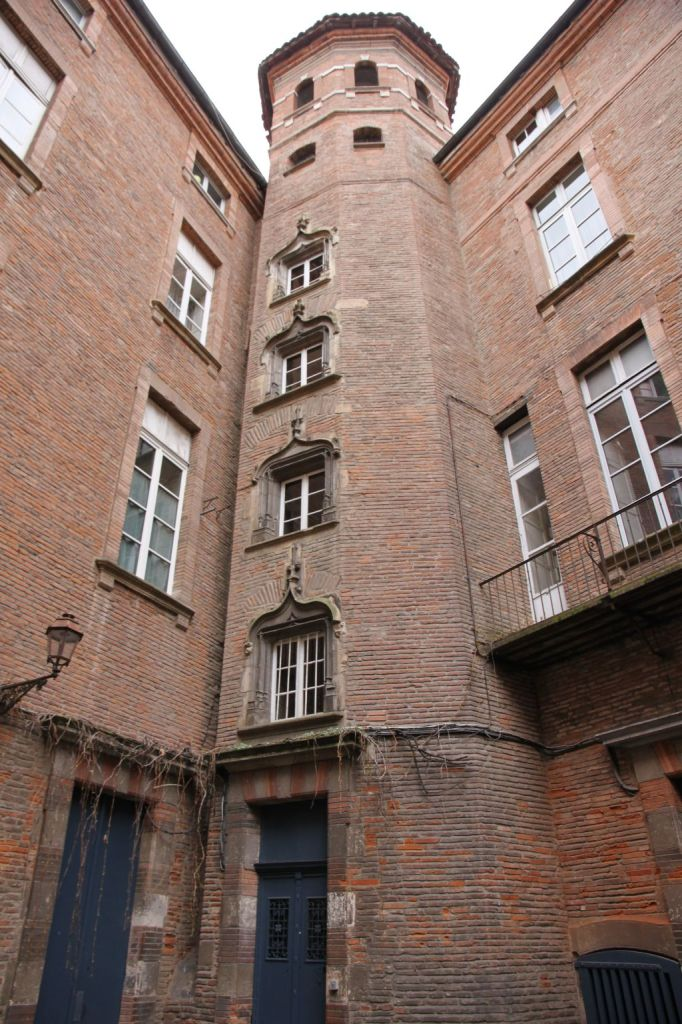
no 3 : tour du début du XVIe siècle de l'hôtel d'Olmières.

- no  3 : hôtel d'Olmières.  Inscrit MH (1946, façades sur rue et sur cour ; toitures, passage voûté ; tour)[14]. 
Le capitoul Jean-Étienne d'Olmières est peut-être à l'origine de la construction de cet hôtel particulier, construit sur tout l'îlot délimité par les rues Peyrolières, Lanternières et du Tabac. L'édifice se compose de plusieurs corps de bâtiment autour d'une cour. La porte cochère centrale ouvre sur la rue par un arc en plein cintre est en brique et pierre alternées et couronnée d'une corniche à modillons. Elle se prolonge par un passage voûté qui relie les deux corps de logis sur rue. Au 1er étage, une terrasse, fermée par un balcon en fer forgé, couvre le passage et deux loges. Au fond de la cour, la tour d'escalier octogonale possède des fenêtres ornées d'accolades se terminant en choux frisés dont les modillons sont ornés de têtes et d'animaux fantastiques. Jean de Balanguier, conseiller au Parlement, achète l'hôtel en 1621. C'est probablement lui qui fait surélever la tour d'un étage de mirandes. L'hôtel est remanié au cours du XVIIIe siècle : la porte d'entrée de la tour, ainsi que les fenêtres sont reprises à cette période[15].

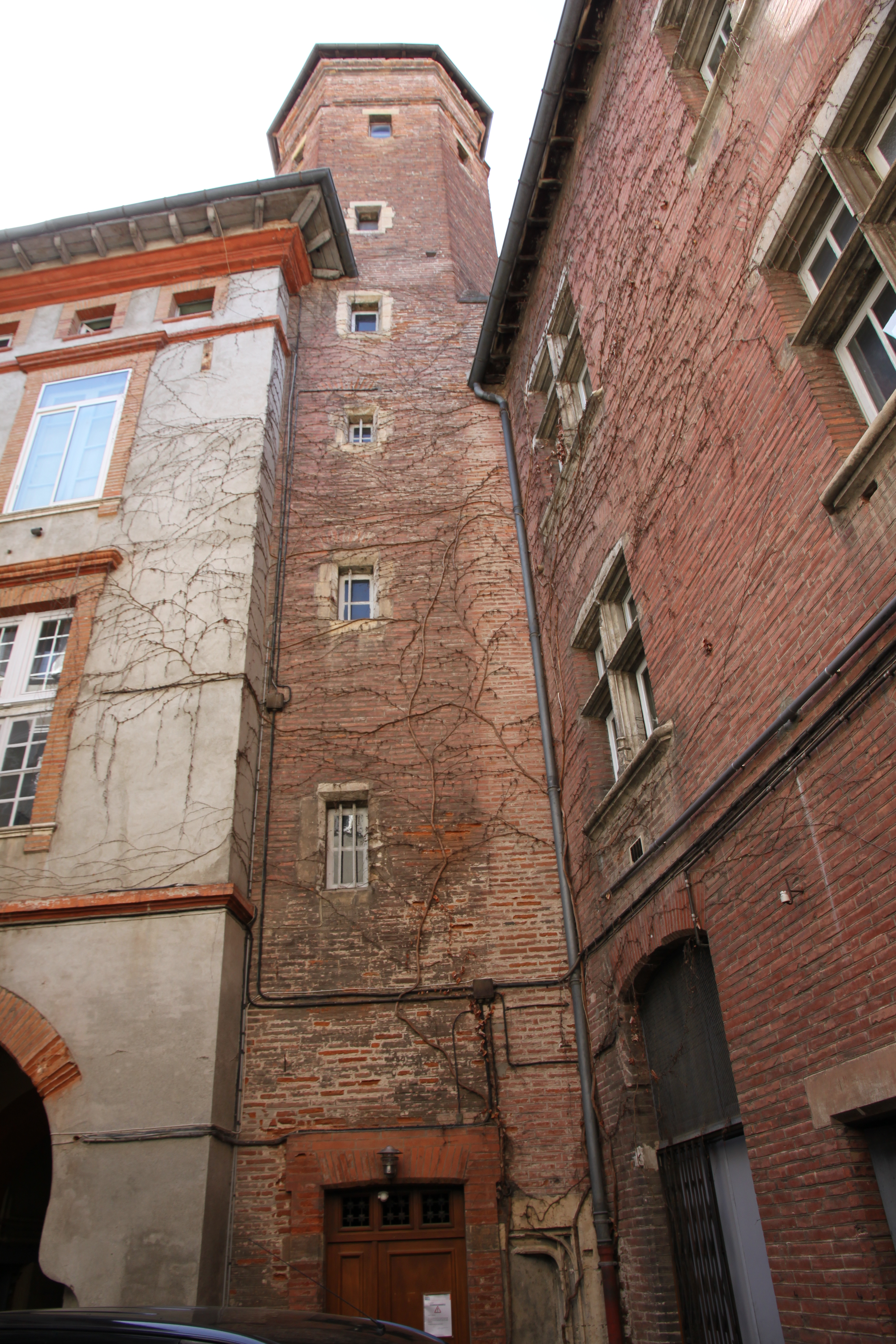
no 18 : tour du XIVe siècle de l'hôtel des Ysalguier.

- no  18 : hôtel des Ysalguier. 
Le marchand et capitoul Raimond Ysalguier fait probablement construire un premier hôtel particulier au début du XIVe siècle. Il s'organise en plusieurs corps de bâtiment autour d'une cour centrale. C'est de cette période que date la tour octogonale de six étages, éclairée par de petites fenêtres étroites modifiées au XVe siècle, et ouverte par une porte de style gothique, avec un décor de nervures croisées. La façade ouest de la cour conserve des fenêtres à meneaux datant probablement du XVe siècle. L'édifice est presque intégralement reconstruit au XVIIe siècle. L'élévation sur la rue Peyrolières s'élève sur trois étages décroissants et séparés par des cordons moulurés, et a cinq travées. La porte cochère, en brique et pierre alternées, est surmontée d'une corniche moulurée, tandis que les piédroits sont protégés par des chasse-roue. Les étages sont éclairés par des fenêtres rectangulaires. Celles du 1er étage sont surmontées de corniches et ont des garde-corps en fer forgé. L'élévation est surmontée d'une large corniche[16].

- no  34 : hôtel Lagorrée. 

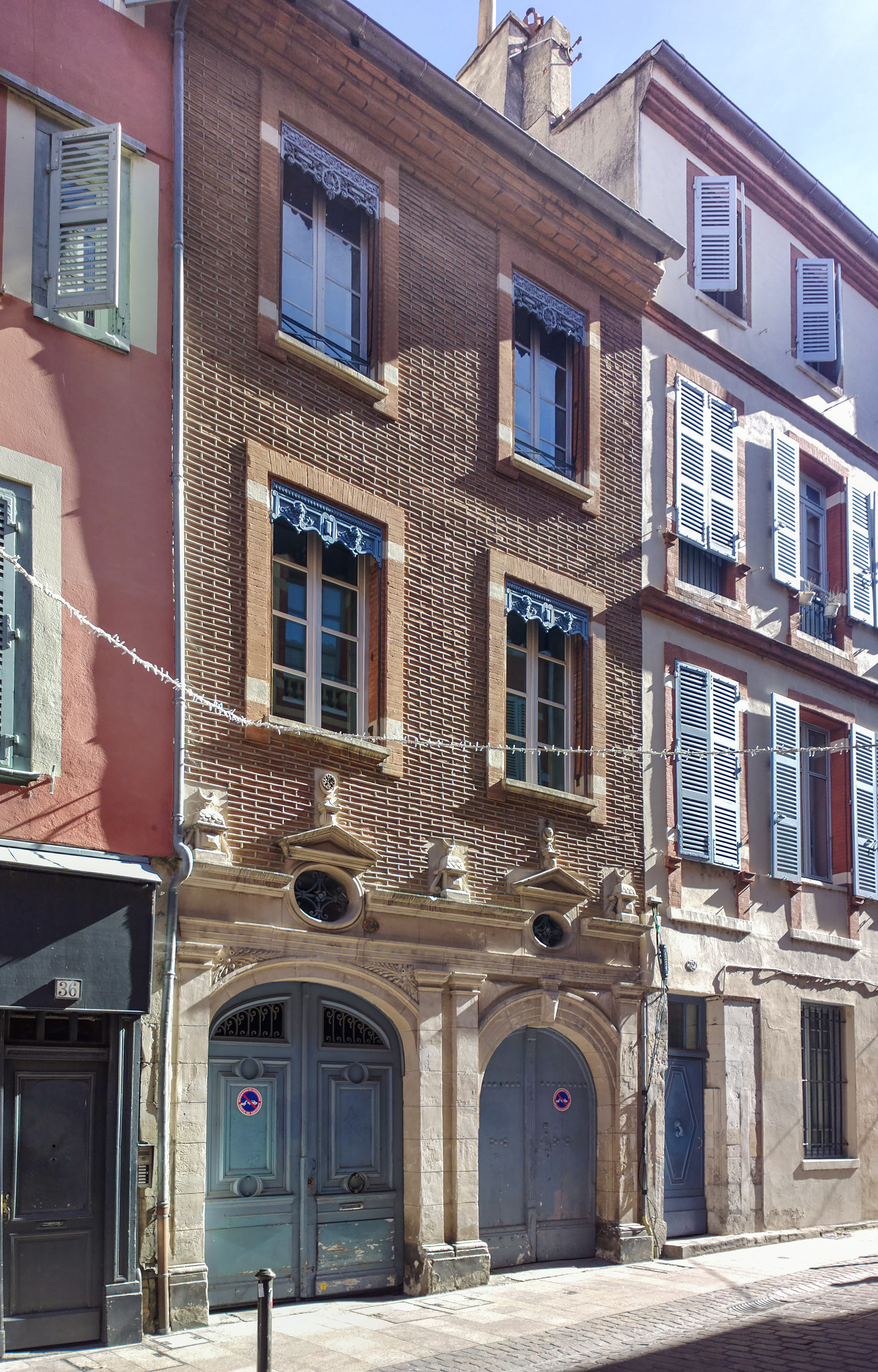
no 34 : façade de l'hôtel Lagorrée.

L'hôtel particulier est construit, à la fin du XVIe siècle, après 1591, pour Jean de Lagorrée, capitoul en 1601-1602 : c'est lui qui fait construire le portail de gauche. L'hôtel passe ensuite à Simon de Labat, capitoul en 1611-1612, qui élève un portail similaire à droite. Ils sont encadrés de pilastres doriques et surmontés d'un entablement. La travée de gauche présente un décor de feuillage, tandis que celle de droite est décorée de motifs de pointe de diamant. Chaque porte est surmontée d'un oculus couronné d'un fronton. Au-dessus de chaque fronton se trouve un amortissement : celui de gauche se termine par un croissant de lune supportant la croix du Languedoc, celui de droite par un croissant de lune supportant un globe crucifère. Les étages ainsi que les corps de bâtiment sur cour sont modifiés au cours du XIXe siècle et présentent un appareil de brique aux joints saillant[17].

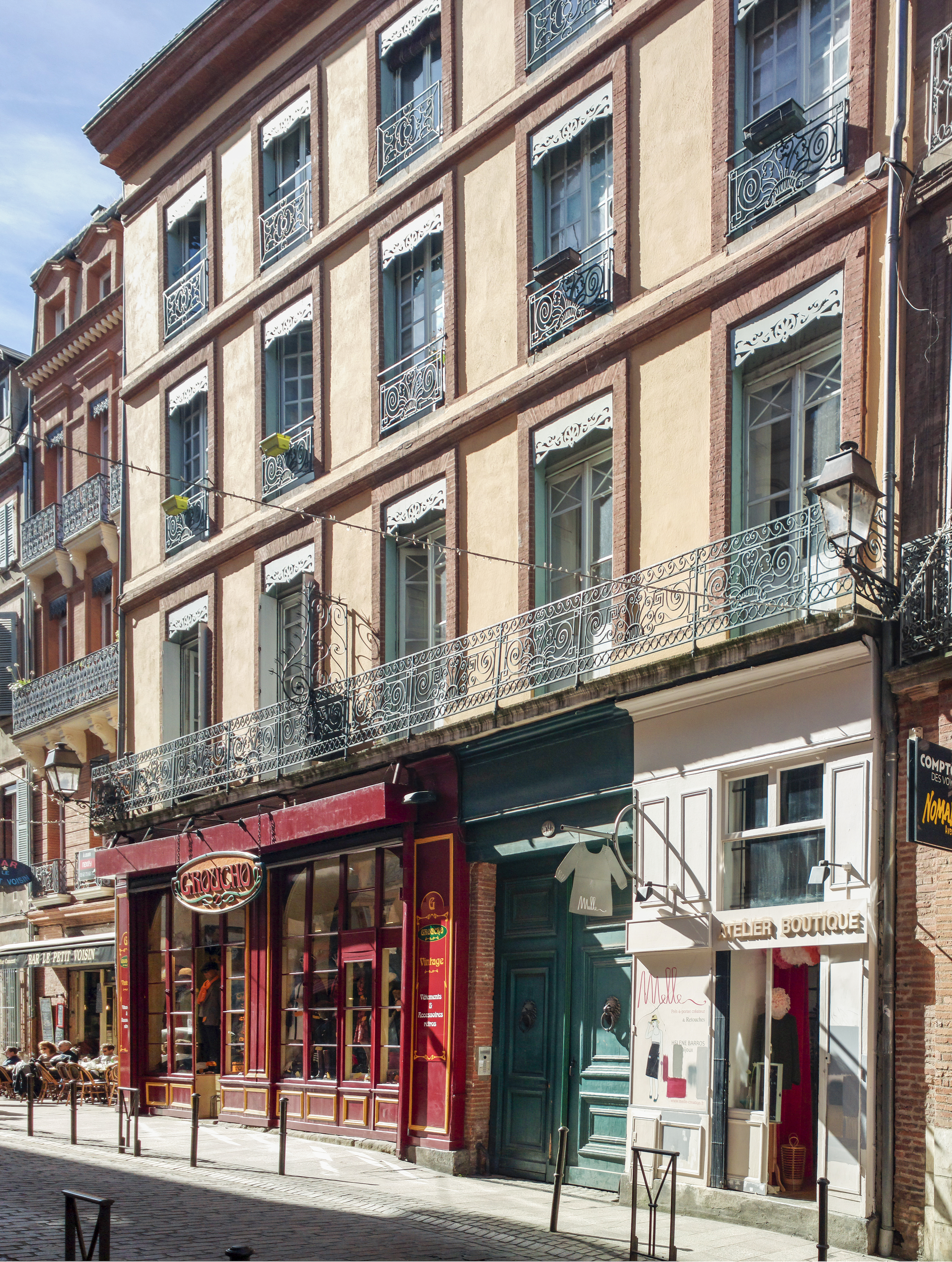
no 39 : façade de l'hôtel de Belbèze.

- no  39 : hôtel de Belbèze. 
L'hôtel aurait été construit au début du XVIe siècle, entre 1520 et 1525, pour Vincent de Belbèze. Le sous-sol voûté d'ogives pourrait cependant être plus ancien. Dans la cour intérieure de l'hôtel, la tour de Belbèze, pentagonale, s'élève à 19 mètres de hauteur et se termine par une terrasse. Elle est éclairée par six petites fenêtres aux encadrements de pierre. La porte a un décor de pierre portant un motif de nervures croisées sur l'encadrement et l'accolade et est surmontée de deux griffons tenant un blason, dont les griffes reposent sur les bustes d'un homme et d'une femme. 
L'hôtel est en grande partie reconstruit dans la deuxième moitié du XVIIIe siècle, après avoir été acquis par le marchand ferronnier Pierre-Joseph Ferradou en 1766. Le rez-de-chaussée s'ouvre largement sur la rue par trois arcades de boutiques et la porte cochère menant à la cour intérieure. Les trois étages sont décroissants, mais le 1er étage est mis en valeur par un balcon continu en fer forgé s'étirant sur l'ensemble de la façade. La tour est modifiée au XIXe siècle : l'ancienne vis de pierre est démontée et la distribution modifiée[18].

### Immeubles
- no  2 : immeuble. 
L'immeuble, construit en 1868 lors du percement de la rue de Metz, bénéficie d'un emplacement privilégié. Caractéristique des immeubles de style haussmannien qui sont élevés sur la première partie de la rue, il est attribué à de l'architecte Jacques-Jean Esquié. Il utilise la brique claire et un décor en terre cuite. Le rez-de-chaussée est ouvert par deux grandes ouvertures de boutique rectangulaires, séparées par un pilastre cannelé, et une porte latérale. La porte est surmontée d'une frise en terre cuite, ornée d'un visage féminin et de rinceaux, et d'une corniche, soutenue par des consoles. À l'entresol, les fenêtres ont de petits garde-corps en fonte. Aux étages, la façade est animée par les garde-corps en fonte des balcons, de largeurs et de tailles différentes. Les fenêtres sont rectangulaires et ont des lambrequins en fonte. L'étage de combles est couvert d'ardoises et percé de lucarnes[19].

- no  6 : immeuble Maurice. 
L'immeuble, de style Art déco, est construit en 1923 par l'architecte Edmond Pilette pour le compte de M. Maurice. La structure du bâtiment est en béton. Au rez-de-chaussée, la porte d'entrée a conservé sa ferronnerie à motifs géométriques. Aux étages, la dissymétrie de la façade est soulignée par l'oriel, éclairé de larges fenêtres, et animée par la polychromie des enduits qui compose des motifs géométriques. Le dernier étage est en retrait par rapport à l'aplomb de la façade[20].

- no  10-12 : immeubles. 
Ces deux immeubles ont été construits, le premier au XVIIe siècle, le second au XVIIIe siècle. Le seuil des deux immeubles, légèrement surélevé par rapport à la rue dont le niveau a été nivelé au XIXe siècle, témoigne de la présence des ruines du théâtre romain qui n'avaient pas été complètement déblayées lorsque la rue fut percée au Moyen Âge[21],[22],[23].

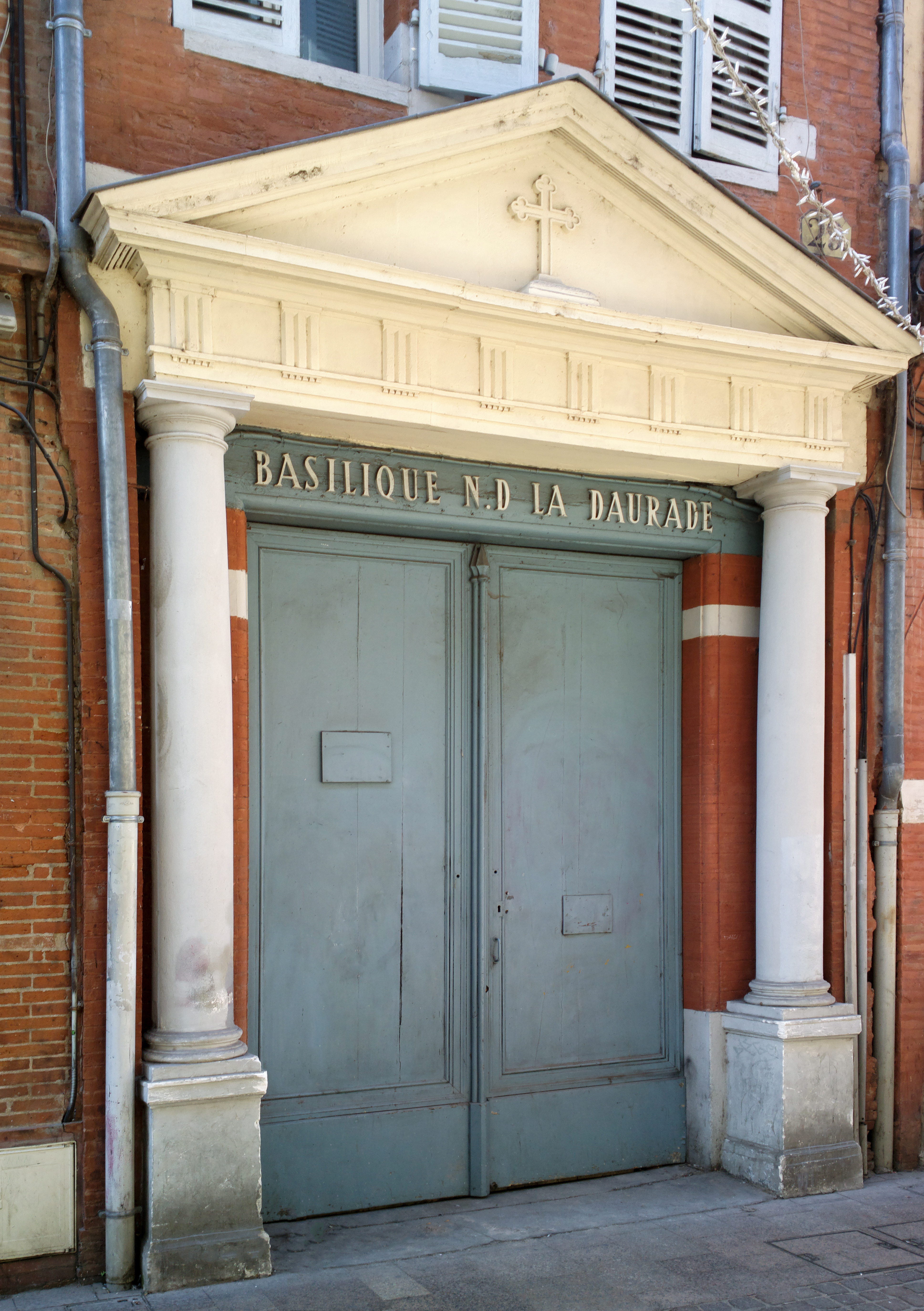
no 29 : porte de la basilique Notre-Dame-de-la-Daurade.

- no  29 : porte de la basilique Notre-Dame de la Daurade.  Classé MH (1994, passage couvert sur la rue Peyrolières)[24]. 
La porte aménagée en 1843 dans cet immeuble du XVIIIe siècle est décorée d'un fronton triangulaire. Elle ouvre sur un passage couvert qui permet d'accéder à la basilique Notre-Dame de la Daurade[25],[26].

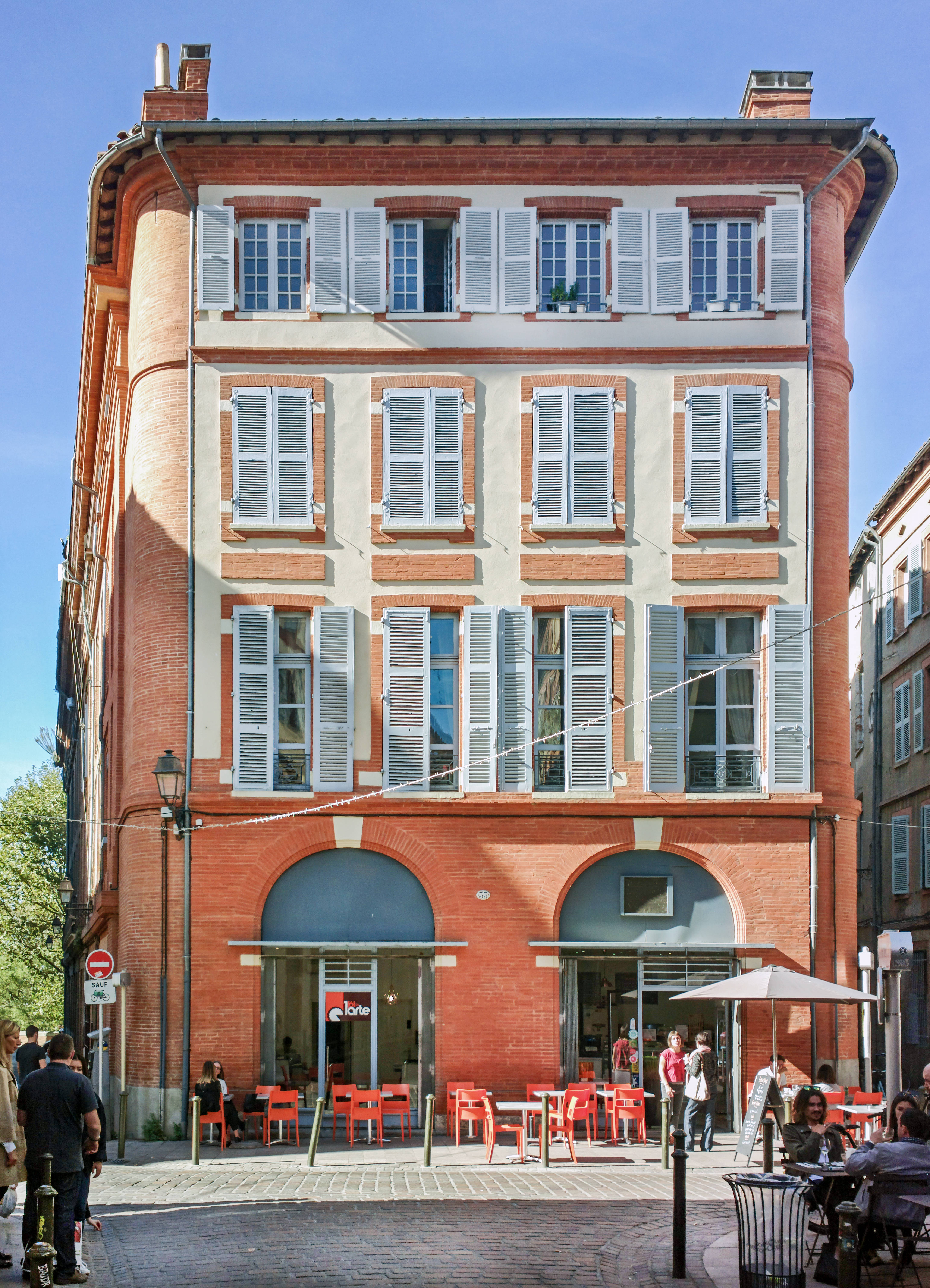
no 33 : immeuble de la Province.

- no  33 : immeuble de la Province. 
L'immeuble est construit dans le cadre de la campagne de travaux entrepris par les États de la province de Languedoc pour l'aménagement du quai de la Daurade, entre 1765 et la Révolution. L'ingénieur Joseph-Marie de Saget conçoit les plans d'alignement ainsi que l'ordonnance des façades : la façade porte d'ailleurs l'inscription « La Province ». L'élévation sur la rue Peyrolières est symétrique, avec deux arcades de boutique au rez-de-chaussée et quatre travées aux étages, les fenêtres sont rectangulaires, la corniche est moulurée et surmontée d'un avant-toit. L'immeuble pourrait cependant n'avoir été élevé qu'après 1800 : en effet, l'élévation reste assez éloignée des façades réalisées sur les plans de Saget. Si on y retrouve le même système d'arcade prenant le rez-de-chaussée et l'entresol et les fenêtres de hauteur dégressive, l'avant-toit n'est pas caché par une grande corniche et la façade n'est pas rythmée par les reliefs créés par les corniches, les dosserets et les bandeaux qui séparent les étages[27].

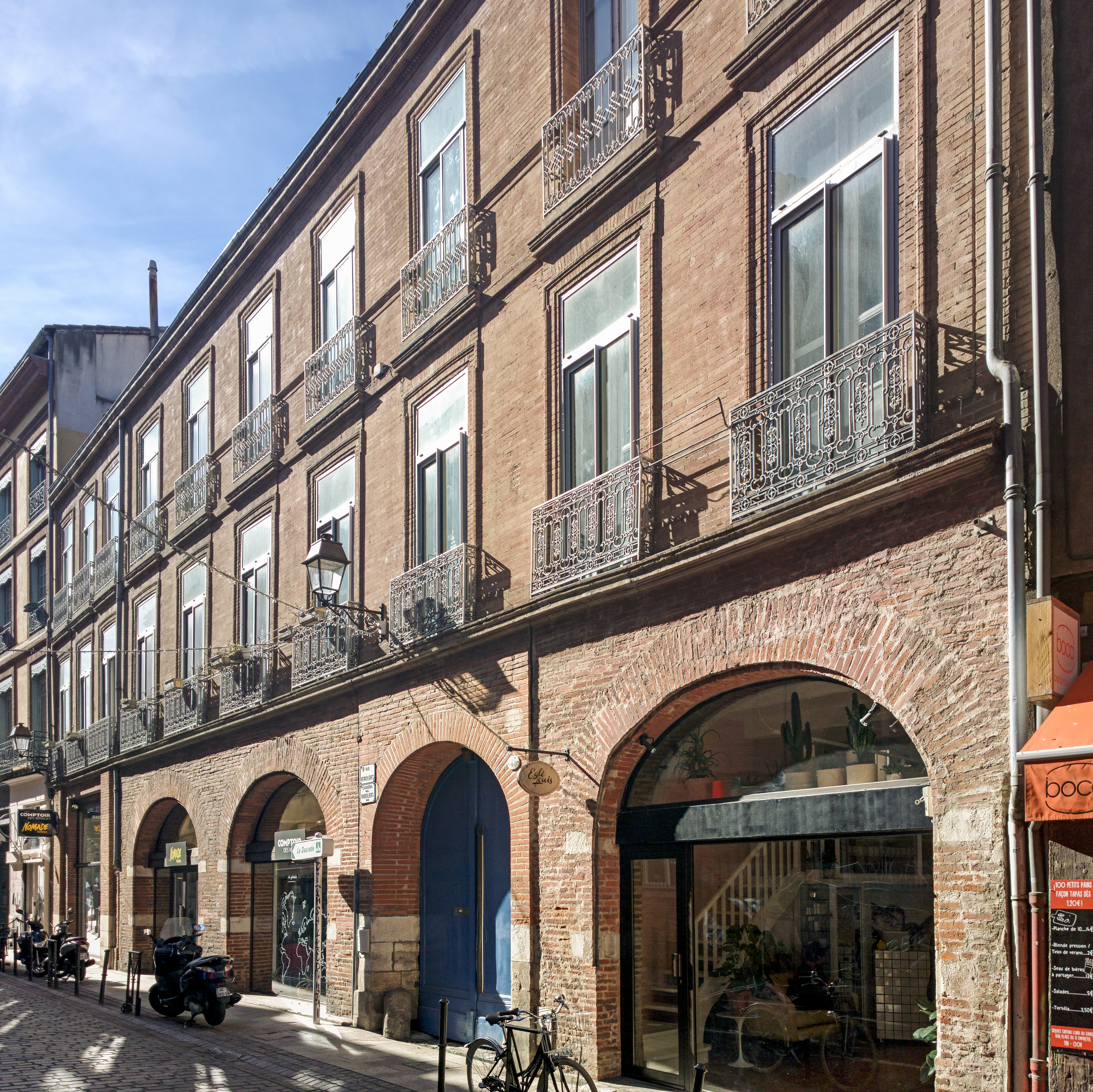
no 43 : maison de charité de la Daurade.

- no  43 : maison de charité de la Daurade. 
En 1718, la maison de charité de la paroisse de la Daurade est établie dans une maison de la rue Peyrolières grâce au legs de Luc de Saget, prêtre et conseiller au Parlement. C'est de cette période que datent les arcades du rez-de-chaussée, où se voit encore la séparation entre les deux parcelles. Une plaque de pierre grise portant la mention « Salus Infirmorum 1724 » est apposée sur le bâtiment[N 1]. Au milieu du XIXe siècle, l'insalubrité des bâtiments amène le déplacement de la maison de charité dans la rue du Prieuré, tandis que les deux parcelles sont réunies et l'immeuble reconstruit[28].

- no  45 : immeuble en corondage. 
L'immeuble est probablement bâti à la fin du XVe siècle ou au tout début du siècle suivant, comme le suggère l'arc en accolade de style gothique au-dessus de la porte. Le rez-de-chaussée est construit sur une structure de bois. L'élévation des étages, avec les fenêtres segmentaires, le comble à surcroît ouvert par de petites fenêtres carrées et les cordons qui séparent les étages, se rapproche cependant des immeubles construit au XVIIIe siècle[29].

## Personnalités
- Serves Cornouaille (première moitié du XVIe siècle) : peintre et miniaturiste, auteur de plusieurs portraits de capitouls conservés dans les Annales manuscrites de la ville, il vécut dans une maison disparue (emplacement de l'actuel no 43).

- Louis Deffès (1819-1900) : c'est dans l'immeuble du no 54, construit dans le deuxième quart du XIXe siècle, que naquit le compositeur Louis Deffès. Il apprit la musique à la maîtrise de la Daurade, avant de partir à Paris. En 1844, il mit en musique un poème de Lucien Mengaud et composa la Tolosenca, exécutée pour la première fois le 30 avril 1845 au Théâtre du Capitole[30].

- Bernard Ortet (vers 1720-1782) : en 1751, l'immeuble du no 45 appartenait au ferronnier Bernard Ortet, qui créa les ferronneries des balcons de la façade du Capitole (1750-1760), ainsi que les grilles du chœur de la cathédrale Saint-Étienne (1765-1766).

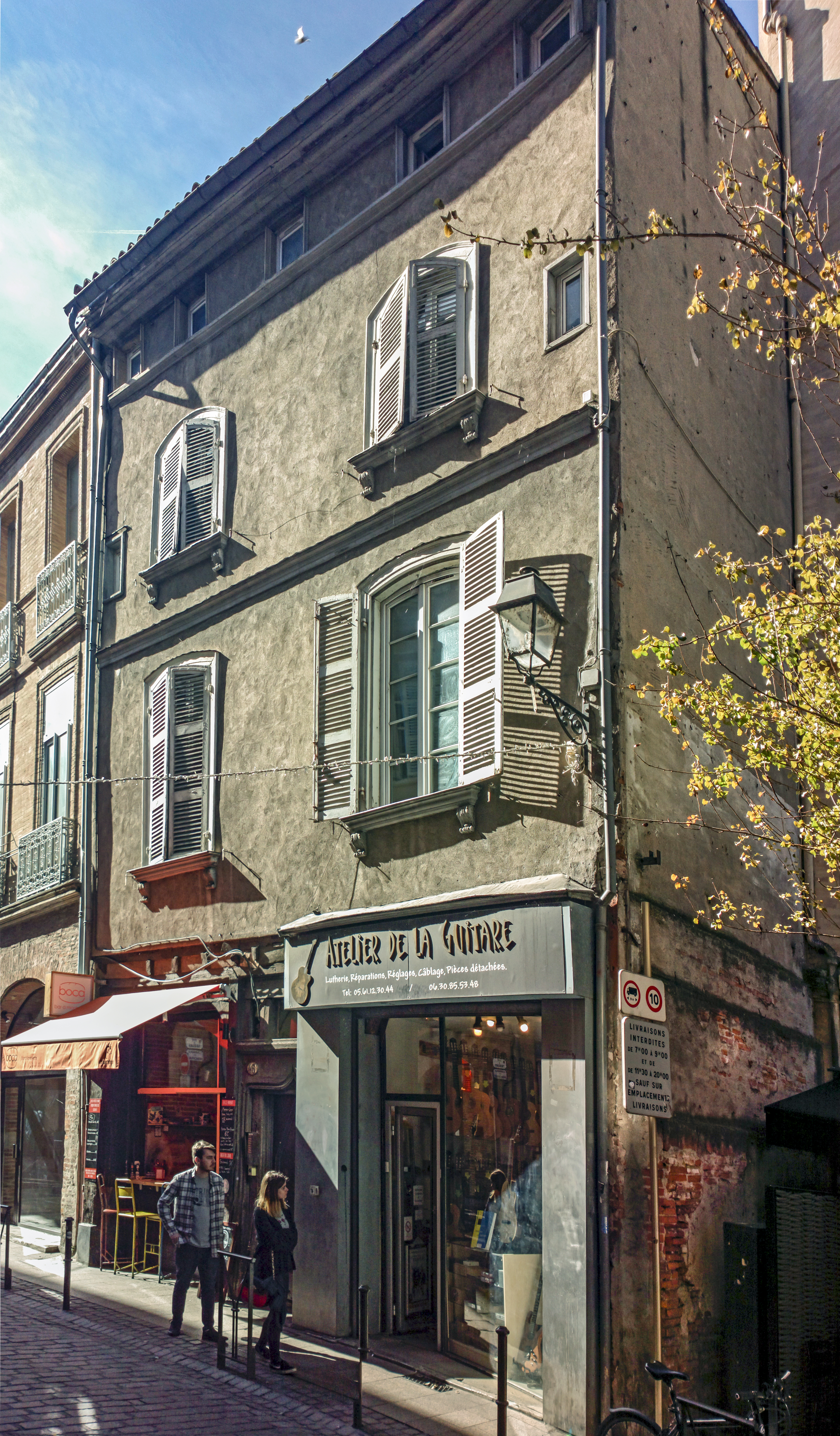
no 45 : maison du ferronnier Bernard Ortet.
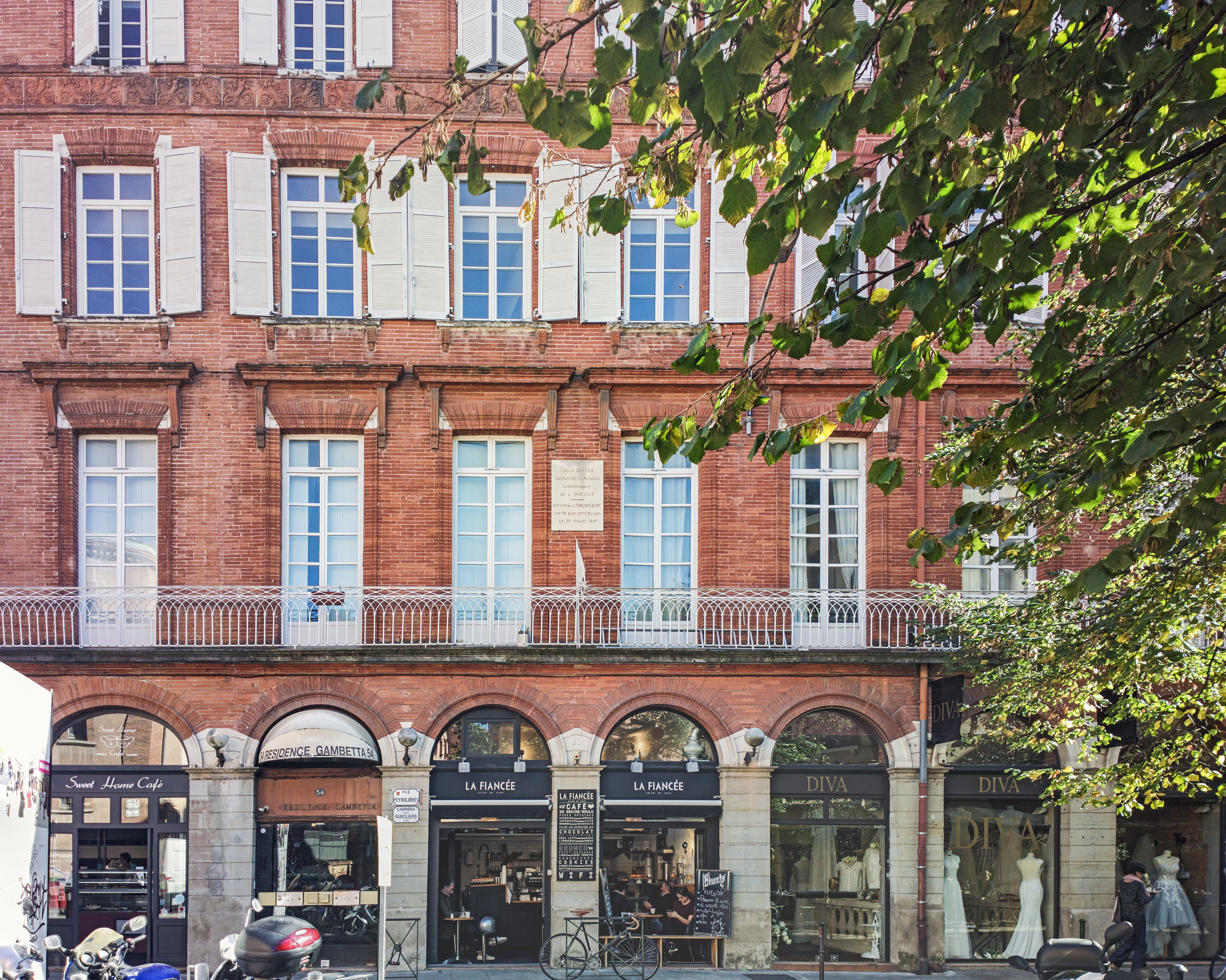
no 54 : maison natale de Louis Deffès.
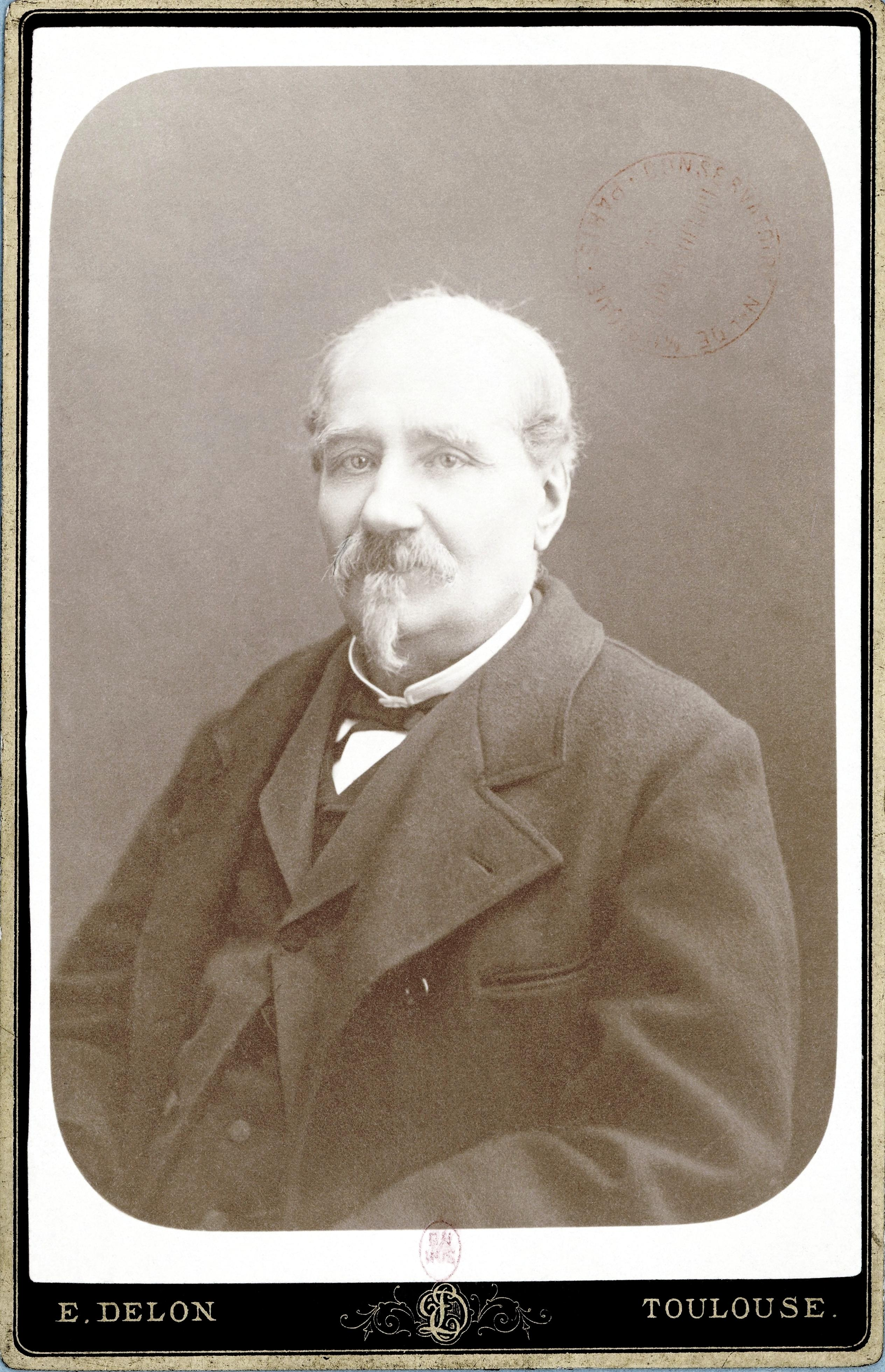
Portrait de Louis Deffès, par E. Delon (1890).